# 양태양 (축구 선수)
양태양(2004년 4월 8일 ~ )는 대한민국의 축구 선수로, 포지션은 미드필더이다. 현재 K리그2 성남 FC 소속이다.